# 사라진 블루 욘더
《사라진 블루 욘더》(The Blue Yonder)는 미국에서 제작된 마크 로스맨 감독의 1985년 영화이다. 허클베리 폭스 등이 주연으로 출연하였고 앨런 샤피로 등이 제작에 참여하였다. 이 영화의 다른 이름은 타임 플라이어(Time Flyer)이다.

## 출연

### 주연
- 허클베리 폭스
- 아트 카니
- 피터 코요테
- 데니스 립스콤

### 조연
- 베넷 케일
- 시릴 클레이턴
- 스콧 드베니
- 조 플루드

## 반응
이 영화는 존 스탠리의 크리에이처 피처(Creature Feature)에서 별 5개 중 3개를 받았다.